# Tranvia di Mirandola
La tranvia di Mirandola è stata una tranvia attiva dal 1904 al 1927 e che collegava il centro storico di Mirandola (provincia di Modena) con la stazione ferroviaria di Mirandola FS situata nella frazione di Cividale.
La linea era lunga circa 4 km ed era a trazione ippica. Il capolinea era situato davanti al Teatro Nuovo (Mirandola) in piazza Umberto I (attuale piazza della Costituente).

## Storia

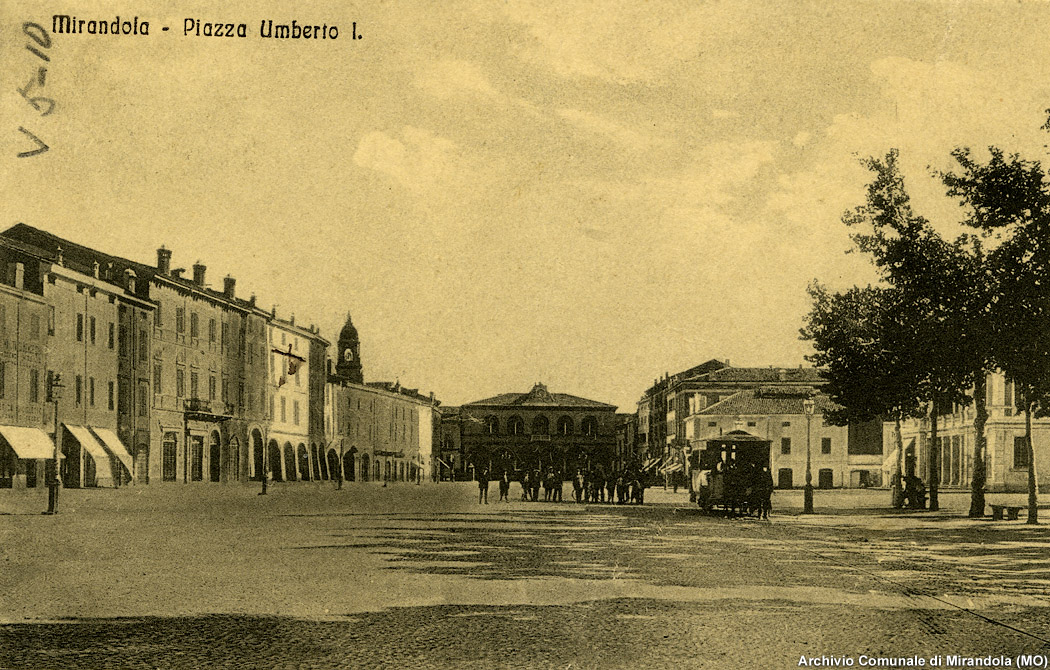
Il tram a cavalli in piazza Umberto I (attuale piazza della Costituente)

Il 20 gennaio 1902 venne inaugurata nella frazione di Cividale la nuova stazione di Mirandola FS, contestualmente al tratto da San Felice sul Panaro a Poggio Rusco della costruenda ferrovia Bologna-Verona.
Inizialmente il collegamento tra il centro di Mirandola e la nuova stazione di Cividale, distanti fra loro 4 km, fu assicurato con diligenze e carrozze pubbliche trainate da cavalli, ma dopo un paio di anni si decise di realizzare la tranvia a cavalli dato l'aumento dei viaggiatori.

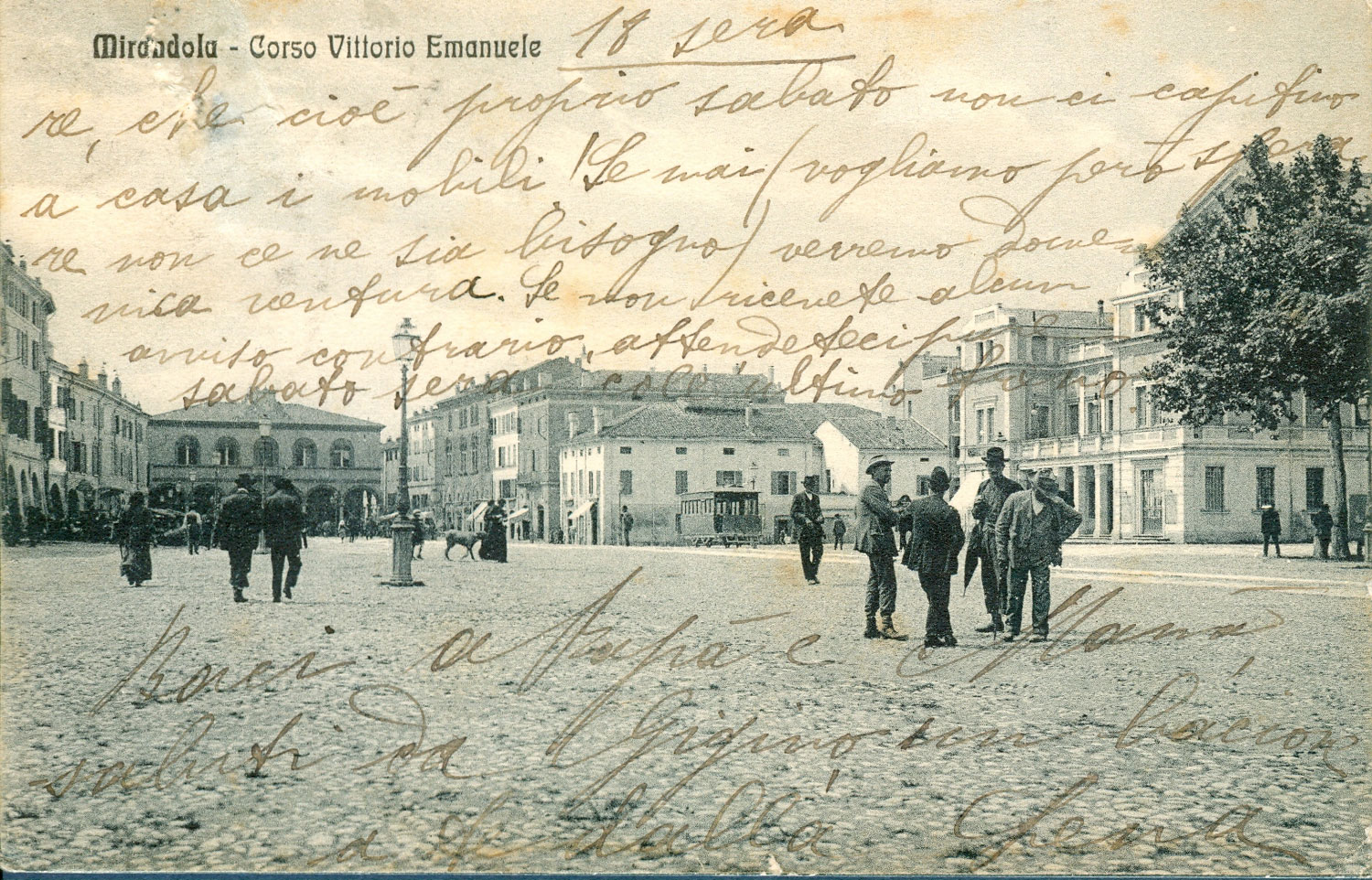
Il tram in sosta

Il 29 marzo 1904 il consiglio comunale approvò il progetto dell'ingegnere comunale Alberto Vischi, autorizzando la spesa di 48.000 lire per la posa dei binari da parte della ditta F.lli Carloni di Bologna, ma alla fine se ne spesero 65.000. Il servizio venne attivato ufficialmente il 1º ottobre 1904. Il primo tariffario prevedeva un biglietto di 30 centesimi per la prima classe e 20 centesimi per la seconda classe per il percorso completo, con un sovrapprezzo di 10 centesimi per i bagagli pesanti tra 10 e 25 kg. La gestione della tranvia fu affidata ad esercenti privati tramite pubblico appalto comunale, mentre la direzione d'esercizio rimase in capo all'ufficio tecnico del Comune.
Negli anni 1913 e 1916-1917 la linea venne riparata, con anche l'ampliamento della tettoia del deposito a fianco del Teatro Nuovo. Venne anche ipotizzata la riconversione a tranvia a vapore o elettrica, ma senza esito.
Nel 1924 il prezzo del biglietto da Mirandola alla stazione ferroviaria di Cividale salì ad 1 lira, mentre nel 1926 si registrò una media di 130 passeggeri giornalieri, con picchi fino a 60 persone per corsa.
Il 1º settembre 1927 la linea venne dismessa per l'aumento dei costi (in particolare del fieno dei cavalli) e le eccessive spese di manutenzione dei binari (antieconomici rispetto alle prime corriere con motore a scoppio); inoltre il progetto della ferrovia Rolo-Mirandola (mai concluso) avrebbe dovuto collegare la stazione FS di Cividale con la nuova stazione SEFTA, situata vicino al centro storico e attivata poi nel 1932.

## Caratteristiche
La tranvia era lunga circa quattro chilometri ed era realizzata con binari Marsillon, Demerbe e Vignoles a scartamento normale e montati su traversine di rovere.

## Percorso
| Unknown route-map component "uexKBHFa" |

| Unknown route-map component "uexpBHF" |

| Unknown route-map component "uexHST" |

| Unknown route-map component "uexKBHFe" |

| Unknown route-map component "CONTgq" | Station on transverse track | Unknown route-map component "CONTfq" |

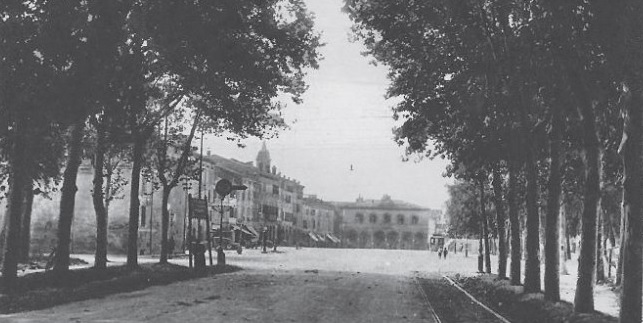
I binari visti dall'attuale viale Cinque Martiri

Il percorso partiva in piazza Umberto I (attuale parte meridionale di piazza della Costituente), di fronte al Teatro Nuovo, mentre a lato del teatro medesimo (in via del Mercato, ora via Giovanni Tabacchi) vi era la tettoia del deposito coperto delle vetture, a cui si accedeva con una curva.

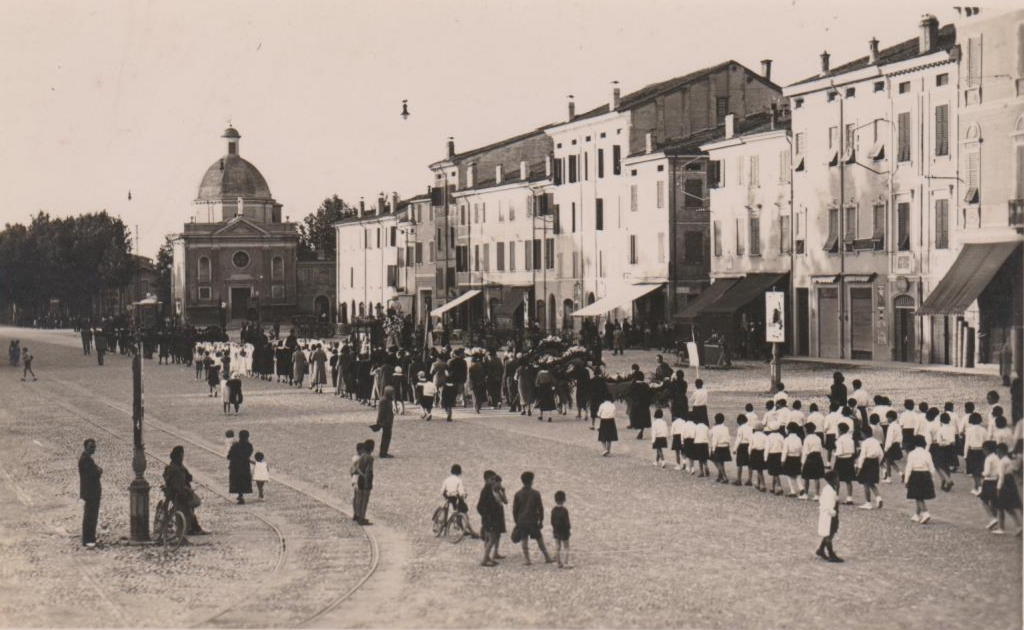
Binari del tram ancora presenti nel 1934

Dopo aver attraversato corso Vittorio Emanuele II (attuale parte settentrionale di piazza della Costituente) e un breve tratto della strada nazionale 55 dell'Abetone (ora viale Cinque Martiri, parte della strada statale 12 dell'Abetone e del Brennero), il tram girava a destra nei pressi del Mulino della Rotonda verso il foro boario e poi percorreva dritto tutto il lungo viale De Barbieri (ora viale Antonio Gramsci) sul lato destro.
Dopo due chilometri, nella fermata di Cividale vicina alla chiesa di San Michele Arcangelo, vi era uno scambio e un doppio binario, per consentire l'incrocio delle vetture provenienti nelle diverse direzioni.
Prima di giungere al capolinea della stazione FS, il tram si fermava all'incrocio del Borghetto, in Carobbio dell'Olmo, posto al terzo chilometro.
L'intero tracciato può essere oggi percorso in bicicletta, sulla pista ciclabile di viale Antonio Gramsci.

## Materiale rotabile

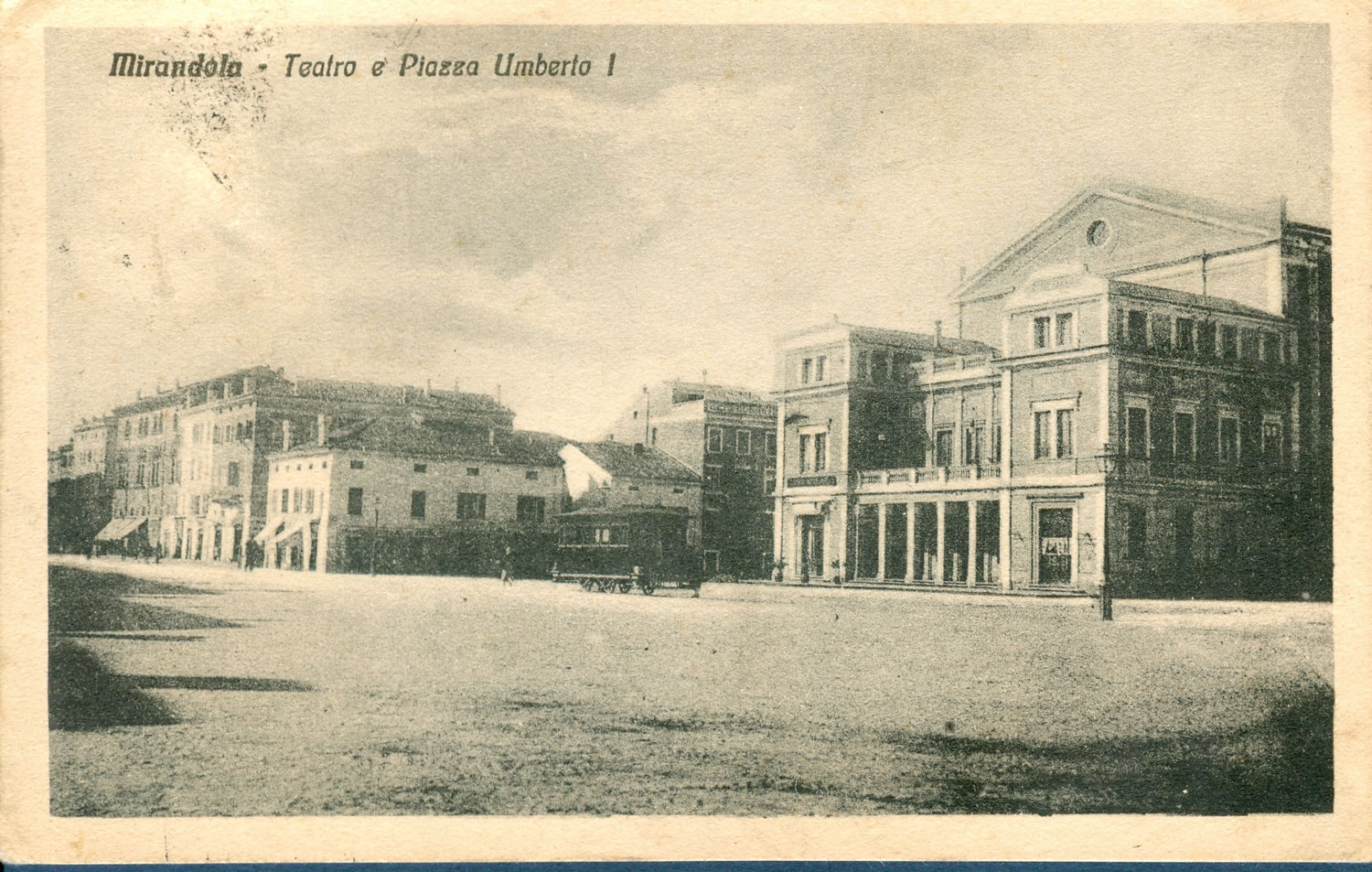
Vettura ferma davanti al Teatro Nuovo

Inizialmente vennero utilizzate quattro vetture (tre passeggeri e una merci)  dismesse dalla rete tranviaria di Bologna (che era in procinto di essere elettrificata). Le vetture passeggeri, di colore giallo e trainate da una coppia di cavalli, erano numerate 1, 2 e 3: le prime due erano suddivise in I e II classe, mentre la terza era a classe unica (II).
Nel 1917 si ruppe una carrozza e se ne approfittò per comprarne altre tre, provenienti dalla vecchia rete tranviaria di Padova. Queste vetture potevano trasportare 24 passeggeri seduti più 14 in piedi.